# Lilian Henschel
Lilian Henschel (Verenigde Staten, Columbus, 18 januari 1860 - Verenigd Koninkrijk, Londen, 4 januari 1901) was een Amerikaanse sopraan.
Haar geboortenaam was Lilian June Bailey. Ze studeerde eerst in Boston en begon in 1876 met optredens. Ze was leerlinge van Hermine Rudersdorff en in 1878 van Pauline Viardot-Garcia. Een jaar later maakte ze jaar Londense debuut. Ze huwde in 1881 de zanger, dirigent, componist en haar leermeester George Henschel (1850-1934). Ze hadden elkaar twee jaar eerder in Londen ontmoet en zouden regelmatig met elkaar concerten geven; zij zong en hij achter de piano. Uit dat huwelijk kwam dochter Helen Henschel (1882-1963) voort. Zij was eveneens zangeres en begeleidde vaak zichzelf op de piano. Op 15 maart 1890 zong Lilian Henschel tijdens een concert in St. James’s Hall in Londen onder de vlag van stervioliste Wilma Neruda. Tijdens dat concert zou ook Agathe Backer-Grøndahl uit Noorwegen een aantal stukken spelen. In 1901 schreef George Henschel een requiem ter nagedachtenis aan zijn overleden vrouw, dochter Helen zong daarin de contra-altpartij. Helen Henschel gaf in 1944 een biografie uit over haar beide ouders onder de titel When soft voices die.
- Bibliothèque nationale de France: cb12408218p (data)
- Gemeinsame Normdatei: 116719826
- International Standard Name Identifier: 0000 0000 3729 607X
- Library of Congress Control Number: no00017687
- Virtual International Authority File: 8146900
- WorldCat: E39PBJmTm7xv86TQjJ33yGWVYP